# Scoutcentrum PBC Austerlitz
Scoutcentrum PBC Austerlitz is een kampeerterrein voor leden van Scouting gelegen in Austerlitz. Het terrein is een van de labelterreinen van Scouting Nederland.

## Geschiedenis
In 1949 werd in de bossen van Austerlitz het Padvinders Buiten Centrum (PBC) opgericht door De Nederlandse Padvinders. Dit terrein diende als kampeerlocatie voor scoutinggroepen uit de districten Utrecht en Zeist. Om het terrein geschikt te maken voor kampeerders werden Hudo’s gegraven, grondwaterpompen geslagen en werd een oude spoorwagon geplaatst die ging dienen als verblijf voor de kampwacht. In het voorjaar van 1950 was het terrein gereed en werd er voor het eerst gekampeerd door Scouts.
In de loop der jaren werden de voorzieningen uitgebreid met een schuilhut, een materialenschuur en een kampwinkel. Nadat De Nederlandsche Padvinders in 1973 fuseerde met drie andere scoutingorganisaties zette het nieuw opgerichte Scouting Nederland het beheer voort.
In 1984 kwam er noodgedwongen een eind aan het kamperen op deze locatie omdat Staatsbosbeheer de bossen waar het kampeerterrein onderdeel van uitmaakte verklaarde tot stiltegebied. Het scoutcentrum werd daarna voortgezet op het terrein van het voormalige militaire sanatorium van legerbasis Austerlitz.

## Het terrein
Het terrein is verdeeld over een 19-tal groepsterreinen en biedt in totaal plaats aan 400 kampeerders.